# Aeroportul Injune
Aeroportul Injune (IATA: INJ, ICAO: YINJ) este un aeroport din Queensland, Australia.
Situat la o altitudine de 426 m, aeroportul dispune de o singură pistă.